# 氷咲東子
氷咲 東子（ひざき とうこ、1981年6月7日 - ）は、日本の元AV女優。
甲信越地方出身、身長:162cm 、スリーサイズ:B・86cm W・60cm H・88cm  

## 略歴
- 2000年11月にAVデビュー。

## 作品

### アダルトビデオ
- ほんとうの私（2000年11月25日、メディアタイフーン）
- スネークアイズ（2001年1月27日、メディアタイフーン）
- L.A 9P乱交アメリカンハードコア （2001年6月1日、MOODYZ）…共演:琴野まゆ、千夏、南彩菜
- ゴックンバズーカ100連発（2001年7月19日、ハムレット）
- 美人女教師中出し課外授業 暑い夏休み（2001年8月9日、ハムレット）
- 淫欲多重人格（2001年9月1日、アタッカーズ）
- 中出しエロマンチョ（2001年10月20日、ハムレット）